# Ерыклинский участок
Ерыклинский участок — посёлок в Кузоватовском районе Ульяновской области. Входит в состав Безводовского сельского поселения.

## География
Посёлок находится на расстоянии примерно 20 км (по прямой) к северо-востоку от рабочего посёлка Кузоватово, административного центра района.

### Часовой пояс
Посёлок Ерыклинский участок, как и вся Ульяновская область, находится в часовой зоне МСК+1. Смещение применяемого времени относительно UTC составляет +4:00.

## История
В 1990-е годы работал СПК «Кузоватовский».

## Население
| 2010 |
| ---- |
| 47   |

### Национальный состав
Согласно результатам переписи 2002 года, в национальной структуре населения русские составляли 90 % из 99 чел.